# Рурополис

Рурополис на карте штата.

Рурополис (порт. Rurópolis) — муниципалитет в Бразилии, входит в штат Пара. Составная часть мезорегиона Юго-запад штата Пара. Входит в экономико-статистический микрорегион Итаитуба. Население составляет 40 087 человек на 2010 год. Занимает площадь 7021,321 км². Плотность населения — 5,71 чел./км².

## Демография
Согласно сведениям, собранным в ходе переписи 2010 г. Национальным институтом географии и статистики (IBGE), население муниципалитета составляет:
| Полное население                               | Полное население                               | Полное население                               | Полное население                               | 40 087 |
| ---------------------------------------------- | ---------------------------------------------- | ---------------------------------------------- | ---------------------------------------------- | ------ |
| в том числе:                                   | Городское население                            | 15 273                                         | Процент городского населения, %                | 38,10  |
|                                                | Сельское население                             | 24 814                                         | Процент сельского населения, %                 | 61,90  |
|                                                | Мужское население                              | 20 875                                         | Процент мужского населения, %                  | 52,07  |
|                                                | Женское население                              | 19 212                                         | Процент женского населения, %                  | 47,93  |
| Плотность населения, чел/км²                   | Плотность населения, чел/км²                   | Плотность населения, чел/км²                   | Плотность населения, чел/км²                   | 5,71   |
| Население муниципалитета в % к населению штата | Население муниципалитета в % к населению штата | Население муниципалитета в % к населению штата | Население муниципалитета в % к населению штата | 0,53   |

По данным оценки 2015 года, население муниципалитета составляет 46 804 жителя.

## Статистика
- Валовой внутренний продукт на 2003 год составляет 97 934 526,00 реалов (данные: Бразильский институт географии и статистики).
- Валовой внутренний продукт на душу населения на 2003 год составляет 3662,75 реалов (данные: Бразильский институт географии и статистики).
- Индекс развития человеческого потенциала на 2000 год составляет 0,651 (данные: Программа развития ООН).

## Административное деление
Муниципалитет состоит из 2 дистриктов:
| № | Наименование дистрикта | Наименование дистрикта (порт.) | Территория, км² | Население, чел.(2010) | Население, чел.(2010) | Население, чел.(2010) | Плотность, чел./км² | Код дистрикта |
| № | Наименование дистрикта | Наименование дистрикта (порт.) | Территория, км² | всего                 | городское             | сельское              | Плотность, чел./км² | Код дистрикта |
| 1 | Рурополис              | Rurópolis                      | 4525,89         | 29 055                | 13 035                | 16 020                | 6,42                | 150619505     |
| 2 | Дивинополис            | Divinópolis                    | 2495,43         | 11 032                | 2238                  | 8794                  | 4,42                | 150619515     |

## Важнейшие населенные пункты
| № | Населённый пункт | Населённый пункт (порт.) | Категория | Население чел. (2010) | На карте                       |
| - | ---------------- | ------------------------ | --------- | --------------------- | ------------------------------ |
| 1 | Рурополис        | Rurópolis                | город     | 13 035                | 4°05′59″ ю. ш. 54°54′30″ з. д. |
| 2 | Дивинополис      | Divinópolis              | поселок   | 2238                  | 4°11′37″ ю. ш. 55°29′23″ з. д. |
| 3 | Агуа-Азул        | Água Azul                | поселок   | 1327                  | 4°10′16″ ю. ш. 55°21′12″ з. д. |
| 4 | Сан-Жозе         | São José                 | поселок   | 531                   | 4°10′46″ ю. ш. 55°25′58″ з. д. |